# Le Club du Mardi
Le Club du Mardi (The Tuesday Night Club) est une nouvelle policière d'Agatha Christie mettant en scène Miss Marple.
Initialement publiée en décembre 1927 dans la revue The Royal Magazine au Royaume-Uni, cette nouvelle a été reprise en recueil en 1932 dans The Thirteen Problems au Royaume-Uni. Elle a été publiée pour la première fois en France dans le recueil Miss Marple au Club du Mardi en 1966.

## Résumé
Un groupe d'amis est réuni chez Miss Marple à St. Mary Mead : sont présents son neveu l'écrivain Raymond West, la jeune artiste Joyce Lemprière, l'ex-commissaire de Scotland Yard Sir Henry Clithering, le vieux pasteur Dr Pender et l'avoué Mr. Petherick. La discussion s'oriente sur les meurtres inexpliqués et Joyce propose un jeu : à tour de rôle, chaque mardi, ils proposeront un mystère à résoudre. Le « Club du Mardi » est né.
La première histoire est racontée par Sir Henry Clithering. 
- Mise en place de l'intrigue

Trois personnes dînent ensemble et mangent du homard en boîte. Au cours de la nuit, elles sont fortement indisposées et l'une d'entre elles finit par mourir. Ce qui a l'air d'être, au premier abord, une intoxication alimentaire, s'avère être un empoisonnement. Après l'exposition des détails de l'enquête, chaque membre du club livre le nom du meurtrier supposé.
- Révélations de Miss Marple

À la surprise générale, Miss Marple est la seule à trouver la solution.

## Personnages

### Le Club du Mardi
- Miss Marple
- Raymond West, écrivain et neveu de Miss Marple
- Joyce Lemprière, une jeune artiste
- Sir Henry Clithering, ex-commissaire de Scotland Yard
- Dr Pender, pasteur
- Mr Petherick, avoué (avocat)

### Protagonistes du mystère
- M. Jones
- Mme Jones
- Miss Clark : la dame de compagnie de Mme Jones
- Gladys Lynch : la domestique des Jones
- une domestique d'un hôtel de Birmingham

## Publications
Avant la publication dans un recueil, la nouvelle avait fait l'objet de publications dans des revues :
- en décembre 1927, au Royaume-Uni, dans le no 350 de la revue The Royal Magazine[1] ;
- le 2 juin 1928, aux États-Unis, sous le titre « The Solving Six », dans le no 5 (vol. 101) de la revue Detective Story Magazine[1].
- en juin 1970, aux États-Unis, dans le no 319 (no 6, vol. 55) la revue Ellery Queen's Mystery Magazine[2].

La nouvelle a ensuite fait partie de nombreux recueils :
- en 1932, au Royaume-Uni, dans The Thirteen Problems[1] (avec 12 autres nouvelles) ;
- en 1933, aux États-Unis, dans The Tuesday Club Murders[1] (adaptation du recueil de 1932) ;
- en 1966, en France, dans Miss Marple au Club du Mardi (avec 6 autres nouvelles)
(réédité en 1991 sous le même titre, reprenant 13 nouvelles).